# Fredrik Pacius
Fredrik Pacius (Hamburg, Alemanya, 19 de març de 1809 - Hèlsinki, Finlàndia, 8 de gener de 1891) fou un violinista i compositor alemany que visqué i treballà a Finlàndia, on és considerat com el pare de la música finesa.
Realitzà els seus estudis sota la direcció de Louis Spohr, i el 1834 se'l nomenà director de música de la Universitat de Hèlsinki. En aquesta ciutat s'estrenaren dues òperes seves: Kung Karls jakt (La cacera de Carles XII) i Loreley, el 1854 i 1857, respectivament. Amb llibret en suec, són considerades les primeres òperes finlandeses (el suec també és llengua oficial de l'estat). A més, se li deu la comèdia lírica La princesa de Xipre. Com a violinista recollí molts aplaudiments.